# 西海子公园
39°54′40″N 116°39′27″E / 39.911154°N 116.657369°E

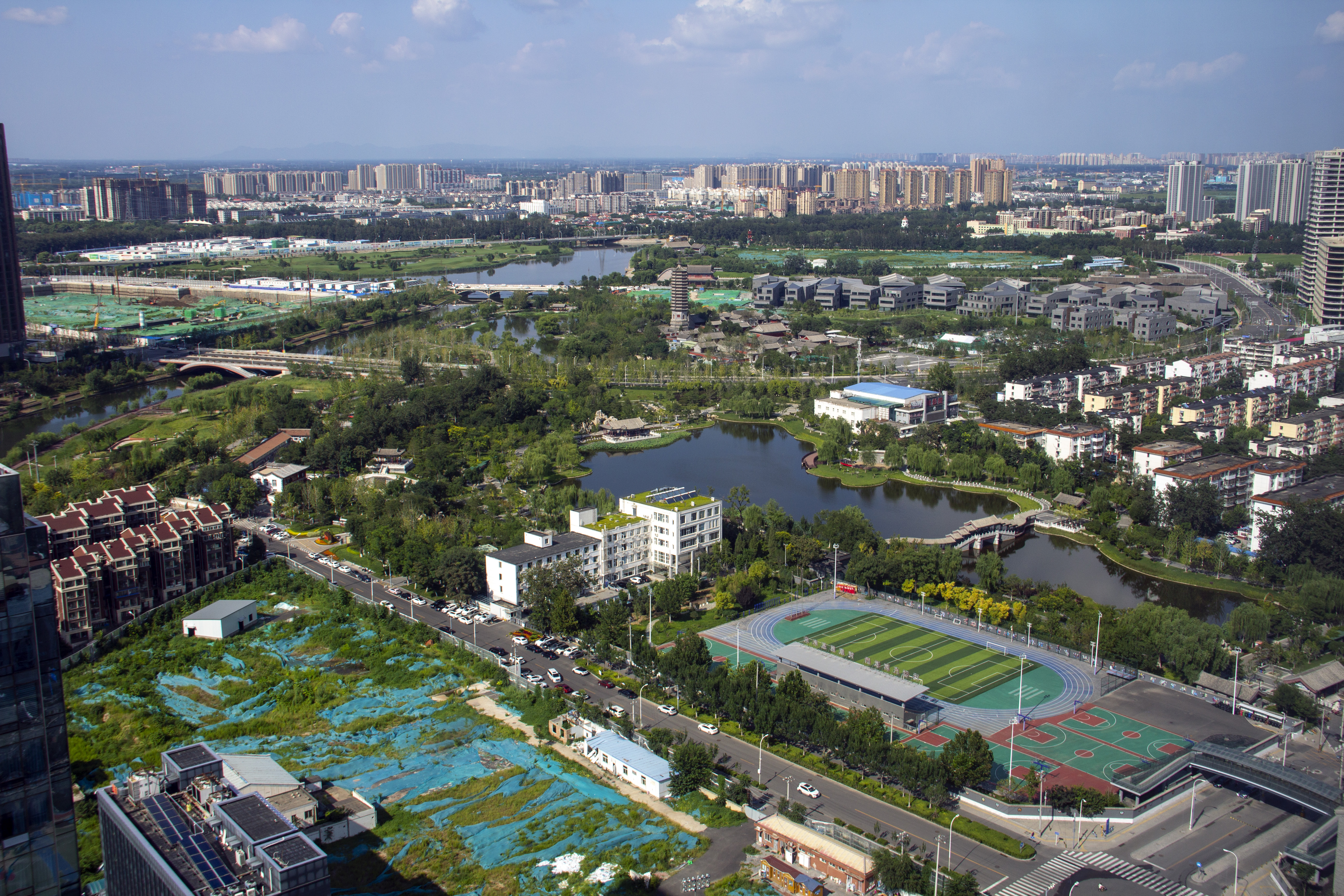
俯视西海子公园，2021年。

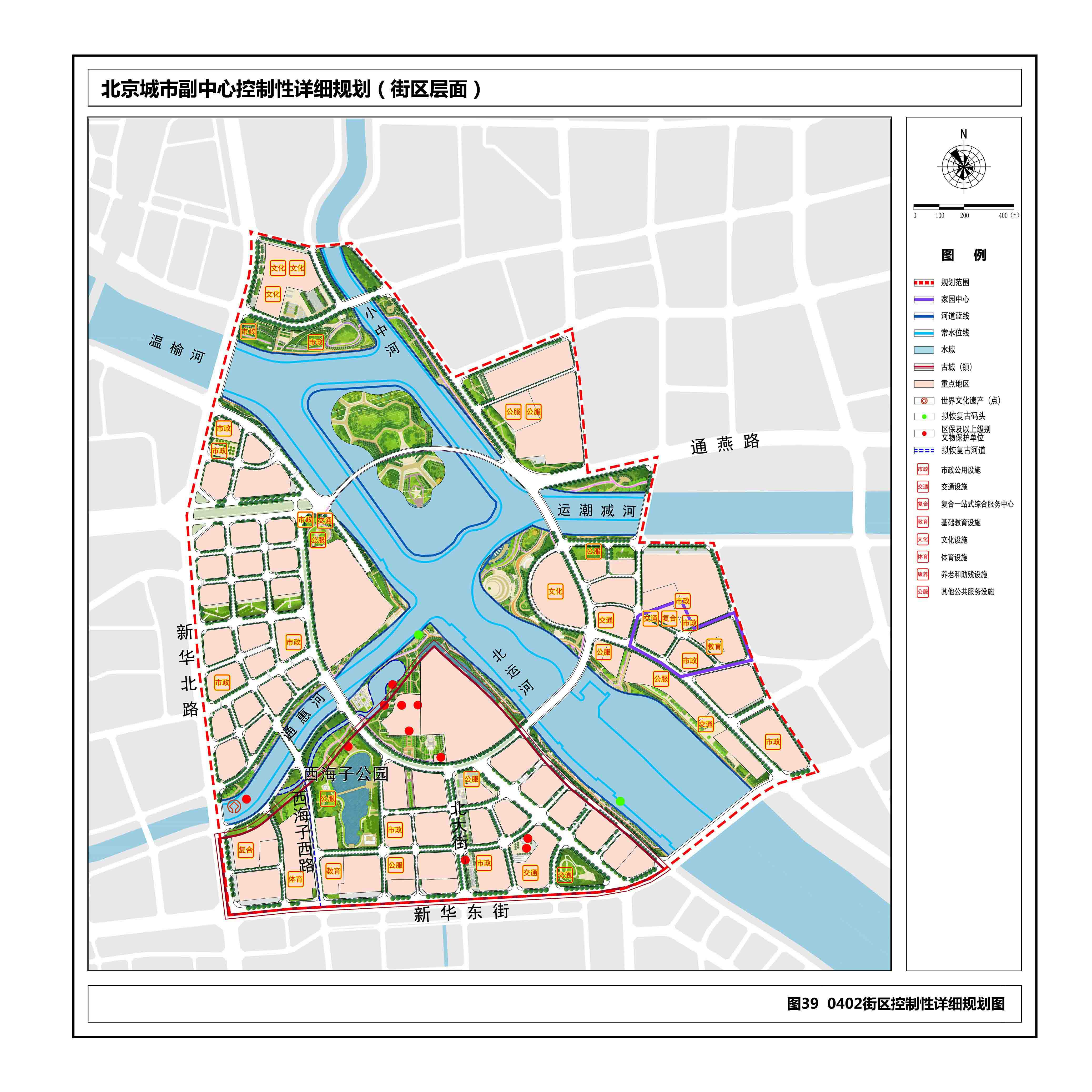
西海子公园周围规划（《北京城市副中心控制性详细规划（街区层面）（2016年—2035年）》 0402街区规划图则）

西海子公园位于北京市通州区西海子西街78号，处于通州古城核心区、五河交汇处。分为古塔景区、通惠河景区、大运河景区三大部分。占地面积23公顷。公园最早形成于1936年，扩建于1985年。2016年12月至2020年改造，并复建了葫芦湖。西海子曾是通县唯一的大型公园。

## 西海子

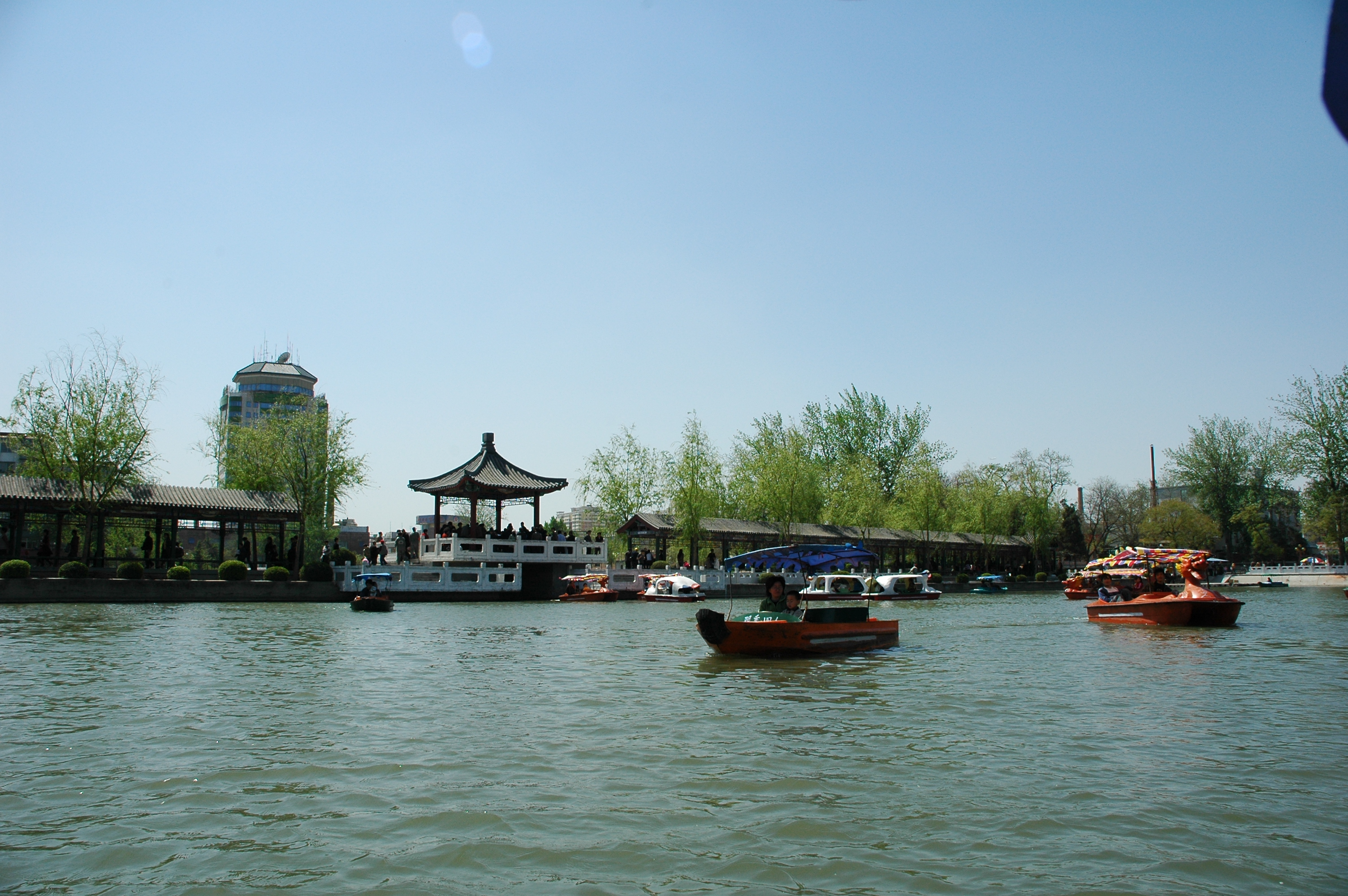
2005年4月24日的西海子公园

此处曾是名为西海子（又称碧湖）的水池，由于位于通州旧城以西所以称为西海。相传是建造燃灯塔时，以土代架取土而挖成。西海子周围是通州城内海拔最高的地区，文庙与燃灯塔的地基是用挖西海子的土垫起来的。
1936年，殷汝耕利用原有水面，种植荷花、植树、建立草桥四座、草亭一座，木制休息椅30把，建立“殷府花园”。后来荒废，湖里积累了污水。
1950年之后进行修缮。曾展出“初教六”飞机、“25型”鱼雷快艇。1983年，李卓吾墓由大悲林迁入公园。
西海子公园改扩建一期工程从2016年12月18日至2019年初对西海部分进行了封闭改造保留了之前的大树，并栽种了广渠路东延工程移植过来数十棵40多年树龄的国槐、玉兰，花草树木万余株。以海绵城市的理念，在较大的绿地的雨水可以渗透到地下。

## 葫芦湖
明代修筑通惠河时，在北门外石坝以西的位置将之前的湖泊挖深，用于漕运船只停泊，货物换船转运北京，西连“旧小河”，由于形状被称为“葫芦头”，也叫“老龙头”。2019年西海子公园改扩建二期将葫芦湖进行了复建，并用鹅卵石装扮湖边，还修建了供游人休息的水榭、亭子。水榭以东有光緒《通州志》中的“城池圖”（如下）石雕。
二期工程分为古塔景区和通惠河景区两部分，对葫芦湖进行了复建。

## 古跡
北京市市级文物保护单位：
- 燃灯佛舍利塔
- 思想家李卓吾先生墓

通州区区级文物保护单位：
- 紫清宫
- 大成殿
- 宝通银号旧址
- 通州北城垣遗址
- 金代闸河遗址
- 静安寺
- 石像生群

其他：
- 晋冀会馆碑
- 通济桥遗址
- 司通分署
- 葫芦湖

|  | 通州 新城 北門 南門 新城南門 西門 東門 北極閣 文昌閣 敵樓 舊敵樓 鼓樓 文殊塔 南溪閘 減水閘 通流閘 新城大街 西大街 北大街 东大街 南关大街 南大街 西顺城街 天成巷 帥府街 東關大街 十字街 大、小紅牌樓胡同 新街下坡胡同 新街口 西倉 南倉 中倉 馬家胡同 熊家胡同 四眼井胡同 史家胡同 白將胡同 大条胡同 二条 三条胡同 小燒酒胡同 半截胡同 大燒酒胡同 中倉胡同 倉溝 史家胡同 石板胡同 如意胡同 蔡家胡同 教子胡同 東塔胡同 前剪子巷 后剪子巷 豆腐巷 八里橋 通利橋 哈叭橋 善人橋 臥虎橋 吾党橋 東水關 南水關 東海 西海 葫蘆頭 石壩 土壩 北運河 通州衛 理事廳 倉場署 刑錢府 江蘇局 浙江局 貢院 後營 東營房 西營房胡同 定邊衛 北後街 南街 黃亭 聖教寺 慈航寺 靜安寺 觀昌寺 文廟 武聖廟 大關廟 龍王觀 三官廟 萬壽宫 碧霞宫 射園 北果市 牛市口 魚市 糧食市 江米店 東柵欄口 西柵欄口 玉带河 |
|  | 光緒《通州志》中的“城池圖” |